# محمدابراهیم امامی
محمدابراهیم امامی ۱۶ مهر سال ۱۳۴۱ هجری شمسی در شهرری به دنیا آمده‌است.
او رئیس سابق کمیته داوران فدراسیون کشتی ایران است.
محمدابراهیم امامی در مسابقات المپیک ریو ۲۰۱۶ تنها نماینده داوری کشتی ایران بود.
امامی تنها فردی است که توانسته‌است ۳ بار به ریاست کمیته داوران فدراسیون کشتی ایران برسد همچنین او ۲ بار سابقه ریاست سازمان لیگ را هم در کارنامه خود دارد.
در مسابقات بین‌المللی کشتی فرنگی جوانان جام مؤخران واختانگادزه در باتومی گرجستان اتحادیه جهانی کشتی، محمد ابراهیم امامی را به عنوان نماینده خود معرفی کرده بود.